# Pərviz Bağırov
Pərviz Fizuli oğlu Bağırov (* 10. Februar 1994 in Tanrıqullar, Yevlax) ist ein ehemaliger aserbaidschanischer Boxer im Weltergewicht.

## Karriere
Pərviz Bağırov wuchs in Mingəçevir auf, besuchte die Technische Hochschule und wurde von Vüqar Ələkbərov im Olympischen Trainingszentrum Kür Olimpiya Tədris-İdman Mərkəzi und später im Sportclub Neftçi İdman Klubunda in Baku trainiert.
Er gewann 2011 die Goldmedaille im Leichtgewicht bei den Junioren-Europameisterschaften in Dublin und 2012 eine Bronzemedaille im Halbweltergewicht bei den Jugend-Weltmeisterschaften in Jerewan, wobei ihm auch ein Sieg gegen Eimantas Stanionis gelang.
Bei den Weltmeisterschaften 2013 in Almaty schied er im Achtelfinale gegen Vincenzo Mangiacapre aus.
2014 wurde er nationaler Meister und nahm an den Europaspielen 2015 in Baku teil, wo er sich im Weltergewicht mit Siegen gegen Vasile Belous, Abass Baraou, Josh Kelly und Alexander Besputin die Goldmedaille sicherte, welche ihm vom Staatspräsidenten İlham Əliyev überreicht wurde. Darüber hinaus wurde er mit dem Şöhrət-Orden ausgezeichnet.
Bei den Weltmeisterschaften 2015 in Doha besiegte er unter anderem Roniel Iglesias und verlor erst im Halbfinale des Weltergewichts gegen Danijar Jeleussinow, womit er eine Bronzemedaille gewann. In den Box-offs schied er aufgrund eines Walkover gegen Liu Wei aus und konnte sich damit nicht direkt für die Olympischen Spiele 2016 qualifizieren.
Er hatte jedoch von Februar bis April 2015 für das Team Azerbaijan Baku Fires in der World Series of Boxing gekämpft und dabei vier von fünf Kämpfen gewonnen. Er stand damit auf Platz 3 der WSB-Rangliste hinter Mohammed Rabii und Radschab Butajew, welche damit die beiden offiziellen WSB-Olympiaplätze im Weltergewicht belegten. Da sich Rabii jedoch bereits bei der WM 2015 einen Startplatz erkämpft hatte und Butajew vom russischen Boxverband gegen den über das APB-Turnier qualifizierten Andrei Samkowoi ersetzt wurde, rückte Bağırov auf den ersten WSB-Platz vor und startete bei den Olympischen Spielen 2016 in Rio de Janeiro. Dort unterlag er im Achtelfinale gegen den Franzosen Souleymane Cissokho.
2017 unterlag er im Viertelfinale der Europameisterschaften in Charkiw gegen Jewhen Barabanow und im Achtelfinale der Weltmeisterschaften in Hamburg gegen Bjambyn Tüwschinbat.